# Quinto Aurelio Pactumeyo Frontón
Quinto Aurelio Pactumeyo Frontón (en latín: Quintus Aurelius Pactumeius Fronto) fue senador romano, del siglo I, que desempeñó su carrera política bajo Vespasiano, Tito y Domiciano.

## Carrera política
Fue un caballero romano natural de la colonia Cirta (Constantina, Argelia) y su hermano era Quinto Aurelio Pactumeyo Clemente. En 79 fue beneficiado por Vespasiano y Tito con la promoción al Senado romano mediante una adlectio inter praetorios para ser promovido al cargo de consul suffectus en junio-julio de 80, bajo Tito.

## Descendencia
Corbier cree que Pactumeia era hija de Pactumeius Fronto, mientras que su hermano Clemente era abuelo de Publio Pactumeyo Clemente, cónsul en 138.